# Dikhil (region)

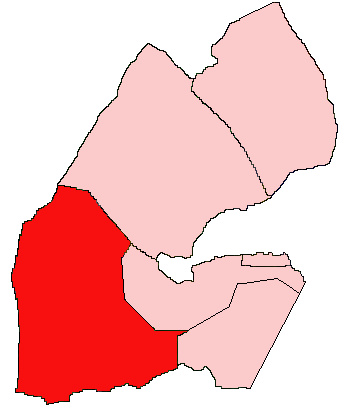
Regionen Dikhils läge (rött) i Djibouti.

Dikhil är en av Djiboutis fem regioner. Den har en yta på 7 200 km² och uppskattningsvis 52 900 invånare. Huvudorten är Dikhil. Andra orter är Yoboki, Galafi och As Ela. I regionen ligger en del av Abbesjön, som delvis även ligger i det angränsande Etiopien.